# راي هوليس
راي هوليس (بالإنجليزية: Ray Hollis)‏ هو سياسي أسترالي، ولد في 30 يناير 1940 في لندن في المملكة المتحدة. حزبياً، نشط في حزب العمال الأسترالي. وقد انتخب Speaker of the Legislative Assembly of Queensland ‏ (28 يوليو 1998 – 21 يوليو 2005) وانتخب عضو المجلس التشريعي ولاية كوينزلاند.